# Клод Александър дьо Бонвал
Клод Александър дьо Бонвал (на френски: Claude Alexandre de Bonneval) е френски офицер, преминал на служба на Свещената Римска империя, а след това на Османската империя, където приема исляма и името Хумбараджъ Ахмед паша.
Роден е на 14 юли 1675 година в Кусак-Бонвал, Лимузен, в благородническо семейство. Тринадесетгодишен постъпва на служба във военноморския флот, а от 1698 година е в пехотата, където се проявява с изключителна смелост и достига до позицията на командир на полк. През 1704 година е предаден на военен съд, изглежда заради обида на близката до краля Франсоаз дьо Ментенон, и преминава на австрийска служба под командването на принци Евгений Савойски, който отпреди това го цени високо. Дьо Бонвал служи успешно в австрийската армия и получава генералско звание, но към 1730 година влиза в конфликт на лична основа с Евгений Савойски и е разжалван. Тогава той преминава на османска служба, оглавявайки и модернизирайки османската артилерия. Хумбараджъ Ахмед паша открива в Юскюдар първото инженерно училище. През 30-те години на XVIII век на френския посланик в Константинопол маркиз Луи Совьор дьо Вилньов (1675 – 1745) му се налага често да противодейства на Ахмед паша, станал заплаха за интересите на Луи XV (1715 – 1774). За известно време е управител на Хиос, но изпада в немилост и към края на живота си обмисля да се върне в родината си.
Клод Александър дьо Бонвал умира от пристъп на подагра на 23 март 1747 година в Константинопол.